# Helmut Rubin

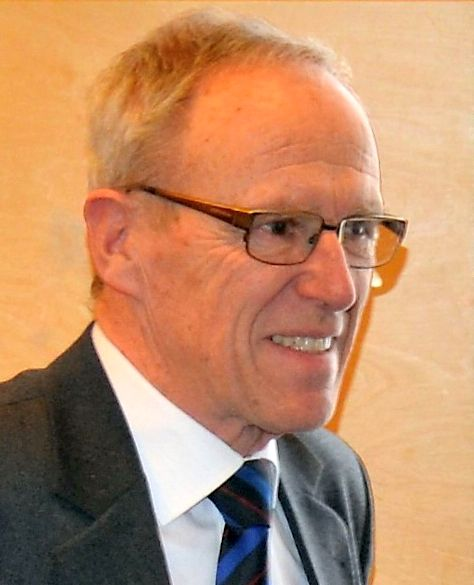
Helmut Rubin

Helmut Rubin (* 20. Dezember 1939 in Schwenningen) ist ein deutscher Bauingenieur und österreichischer Hochschullehrer.

## Leben
Rubin wuchs als Sohn des Obervermessungsrates Alfred Rubin und seiner Frau Gertrud Rubin, geb. Dorner im badischen Villingen auf. Dort besuchte er von September 1945 bis Juli 1950 die Volksschule und danach bis März 1959 das Gymnasium. Seinem Vater ging er oft als Vermessungsgehilfe zur Hand. Nach dem Abitur in dem nunmehr baden-württembergischen Villingen studierte Helmut Rubin von November 1959 bis Juli 1966 Bauingenieurwesen an der TH Karlsruhe. Zu seinen akademischen Lehrern zählten u. a. der Statikprofessor Bernhard Fritz (1907–1980) und der einflussreiche Stahlbauprofessor Otto Steinhardt (1909–2000). Im Juni 1967 ehrte ihn die Fakultät für Bauingenieur- und Vermessungswesen mit der Tulla-Medaille, die alle zwei Jahre für das beste Diplomzeugnis verliehen wird. Von seinem Plan, noch ein Mathematikstudium anzuschließen, riet ihm der Mechanikprofessor Horst Leipholz (1919–1988) ab und empfahl ihm stattdessen das dreisemestrige Aufbaustudium in den Fächern Angewandte Mathematik und Mechanik der Fakultät für Bauingenieur- und Vermessungswesen, dessen Spiritus Rector Leipholz war. Gefördert wurde Rubin von der Studienstiftung des Deutschen Volkes und schloss das Aufbaustudium im August 1970 mit dem Examen ab.
Im September 1970 holte Steinhardt den begabten Rubin an seinen Lehrstuhl für Stahl- und Leichtmetallbau, der eng mit der Versuchsanstalt für Stahl, Holz und Steine verbunden ist. Schon im Januar 1972 wurde er von der TH Karlsruhe mit einer Dissertation über Hochhaustragwerke zum Dr.-Ing. promoviert. Im Juli 1972 vermittelte ihm Steinhardt eine dreimonatige Industrietätigkeit in der Dortmunder Rheinstahl Union Brückenbau AG, die damals von Paul Boué (1920–2016) geleitet wurde. Im Dortmunder Brückenbüro beteiligte sich Rubin an den aufwendigen statischen Nachrechnungen für die Hamburger Köhlbrandbrücke. Im Oktober 1972 kehrte Rubin an die Versuchsanstalt als wissenschaftlicher Assistent Steinhardts zurück. Schließlich gewann ihn der neue Statikprofessor Udo Vogel (1933–2015) für sein Institut für Baustatik und Messtechnik der TH Karlsruhe. Dort wirkte Rubin bis September 1980 als Oberingenieur. Im Januar 1976 erteilte ihm die TH Karlsruhe die Lehrbefugnis für Baustatik. Rubins Habilitationsschrift trägt den Titel Das Tragverhalten längsversteifter, vorverformter Rechteckplatten unter Axialbelastung nach der nichtlinearen Beultheorie (unter Berücksichtigung der orthotropen Struktur sowie einer elastischen Lagerung am Längsrand). Sie basierte auf umfangreichen Versuchsreihen an der Versuchsanstalt und enthielt zahlreiche Diagramme, welche die Praxis der Bemessung unterstützten.
Seine wissenschaftlichen Erkenntnisse brachte Rubin schon früh in zahlreiche Fachgremien ein: Mitgliedschaft in der Commission 8 (Stability, Task group 3: Plate buckling) und Commission 5 (plasticity) der European Convention for Constructional Steelwork (ECCS), Mitarbeit im DASt-Unterausschuss „Stabilität“ (Arbeitsgruppe „Stäbe“), 1978 wird er Vorsitzender des Redaktionsausschusses DIN 4114 neu (Stabilitätsfälle im Stahlbau) und schließlich Mitglied der Normenausschüsse DIN 18800 Teil 2 (Stabilitätsfälle, Knicken von Stäben und Stabwerken).
Schon im Oktober 1980 folgte Rubin dem Ruf der TU Wien als Professor des Instituts für Baustatik. Seit seiner Emeritierung im Jahr 2009 lehrt Rubin im Wintersemester das Wahlfach Besondere Probleme der Elastizitätstheorie II. Ordnung.
In den ersten anderthalb Jahrzehnten seiner Wiener Schaffensperiode nahm Rubins wissenschaftliches Werk weiter Gestalt an: Schritt für Schritt erarbeitete er die mathematische Grundlagen der ebenen Stabtheorie. Diese Grundlagen bestehen darin, dass Rubin sich systematisch mit der Lösung linearer gewöhnlicher Differentialgleichungen beliebiger Ordnung mit nichtkonstanten Koeffizienten befasste, die auf konvergierende Reihenformeln hinauslaufen. Damit ist die Fallunterscheidung in zug- bzw. druckbeanspruchte Stäbe nach Theorie I. und II. Ordnung obsolet. Das wird etwa in der Analogie des Formelapparats zwischen dem Zugstab nach Theorie II. Ordnung und der Wölbkrafttorsion bei geschlossenen Querschnitten deutlich. Kann bei offenen Querschnitten die Querkraftverformung für Balken vernachlässigt werden, so ist dies bei geschlossenen Querschnitten nicht mehr möglich. Bei der ebenen Stabtheorie in der mathematischen Fassung von Rubin wird die Querkraftverformung stets „mitgenommen“. Werden etwa mehrteilige Stäbe nach Theorie II. Ordnung untersucht, so darf der Einfluss der Querkraftverformungen bei Gitterstäben nicht vernachlässigt werden, bei Rahmenstäben sind sie gegenüber den Momentenverformungen sogar vorherrschend. Gleichwohl versagen die Formeln der o. g. Analogie hier ihren Dienst, da sich numerische Instabilitäten aus der Differenz großer Zahlen ergeben. Ein Neubeginn wurde notwendig, diesen radikalen Schritt vollzog Rubin. Da Wölbmomente nur bei Wölbbehinderung auftreten und schnell abklingen, entwickelte er neue Formeln für einen Wert und leitete eine einzige Abklingfunktion ab – damit gelang Rubin eine einheitliche Darstellung der ebenen Stabtheorie auf mathematischer Grundlage.
Seit 1996 stellt Helmut Rubin im Novemberheft der Zeitschrift Stahlbau seine Preisaufgabe, deren Lösung er zusammen mit den Namen der erfolgreichen Einsenderinnen und Einsendern in der darauffolgenden Märzausgabe publiziert. Eine vollständige Dokumentation von 1996 bis 2018 veröffentlichte er mit seinem Sohn Daniel Rubin.

## Schriften
- H. Rubin: Interaktionsbeziehungen zwischen Biegemoment, Querkraft und Normalkraft für einfachsymmetrische I- und Kasten-Querschnitte bei Biegung um die starke und für doppeltsymmetrische I-Querschnitte bei Biegung um die schwache Achse. In: Stahlbau. Band 47, 1978, S. 76–85.
- H. Rubin: Interaktionsbeziehungen für doppeltsymmetrische I- und Kasten-Querschnitte bei zweiachsiger Biegung und Normalkraft. In: Stahlbau. Band 47, 1978, S. 145–151 und S. 174–181.
- H. Rubin: Das Drehwinkelverfahren zur Berechnung biegesteifer Stabwerke nach Elastizitäts- oder Fließgelenktheorie I. und II. Ordnung unter Berücksichtigung von Vorverformungen. In: Bauingenieur. Band 55, 1980, S. 81–92.
- H. Rubin, Udo Vogel: Baustatik ebener Stabwerke. In: Stahlbau-Handbuch. Band 1, Stahlbau-Verlag, Köln 1982, Kapitel 3, S. 67–206.
- H. Rubin: Im Grundriß gekrümmte Stabsysteme, verbesserte, systematische Formulierung für das Reduktionsverfahren. In: Bautechnik. Band 64, 1987, S. 273–282.
- H. Rubin: Eine einheitliche Formulierung des ebenen Stabproblems bei Berücksichtigung von M- und Q-Verformungen, Theorie I. und II. Ordnung, elastischer Bettung einschließlich Drehbettung sowie harmonischen Schwingungen. In: Bauingenieur. Band 63, 1988, S. 195–204.
- H. Rubin: Ein einfaches, allgemeingültiges Lösungskonzept für lineare Differentialgleichungen beliebiger Ordnung mit konstanten Koeffizienten und mit analytischer Störungsfunktion. In: Zeitschrift für Angewandte Mathematik und Mechanik. Band 68, 1988, S. 433–443.
- H. Rubin: Ein einheitliches, geschlossenes Konzept zur Berechnung von Stäben mit stetig veränderlichem Querschnitt nach Theorie I. und II. Ordnung. In: Bauingenieur. Band 66, 1991, S. 465–477.
- H. Rubin: Baustatik ebener Stabwerke, Abschnitt 3.1 bis 3.4. In: Stahlbau-Handbuch. Band 1, Stahlbau-Verlag, Köln 1993.
- H. Rubin: Lösung linearer Differentialgleichungen beliebiger Ordnung mit Polynomkoeffizienten und Anwendung auf ein baustatisches Problem. In: Zeitschrift für Angewandte Mathematik und Mechanik. Band 76, 1996, S. 105–117.
- H. Rubin: Analytische Berechnung von Stäben und Stabwerken mit stetig veränderlichen Systemgrößen nach Theorie I. und II. Ordnung. In: Bautechnik. Band 76, 1999, S. 316–327.
- H. Rubin, K.-J. Schneider: Baustatik – Theorie I. und II. Ordnung. 4. Auflage. Werner-Verlag, Düsseldorf 2002.
- H. Rubin: Ermittlung der Schnitt- und Verschiebungsgrößen von Kreisbogen. In: Bauingenieur. Band 79, 2004, S. 176–184.
- H. Rubin: Vereinfachte Berechnung der Wölbkrafttorsion von Stäben mit dünnwandigen Hohlquerschnitten. In: Bauingenieur. Band 81, 2006, S. 538–544.
- H. Rubin: Berechnung von gekrümmten Stäben mit Kreishohlprofil unter Berücksichtigung der Querschnittsverformung. In: Bautechnik. Band 84, 2007, S. 486–495.
- H. Rubin: Zur Tautochronie einer rollenden Kugel auf der Zykloidenbahn. In: Stahlbau. Band 86, 2017, S. 852–855.
- Kapitel Baustatik. In: Schneider Bautabellen für Ingenieure. seit 1992 in 10. bis 23. Auflage, jetzt Bundesanzeiger Verlag, Köln.

## Nachweise
1. ↑  Tulla-Medaille. KIT-Fakultät für Bauingenieur-, Geo- und Umweltwissenschaften, abgerufen am 1. Januar 2020.
2. ↑  H. Rubin: Zur Berechnung von zusammengesetzten Hochhaus-Tragwerken als diskontinuierliche Systeme. Univ. Diss. Karlsruhe 1972.
3. ↑  H. Rubin: Das Tragverhalten längsversteifter, vorverformter Rechteckplatten unter Axialbelastung nach der nichtlinearen Beultheorie (unter Berücksichtigung der orthotropen Struktur sowie einer elastischen Lagerung am Längsrand). Univ. Habil.-Schrift. Karlsruhe 1976.
4. ↑  H. Rubin, D. Rubin: 22 Jahre Weihnachtspreisaufgabe. BoD – Books on Demand, Norderstedt 2018
5. ↑  Anette Schober-Knitz: Daniel Rubin zum Professor für Stahlbau ernannt. Hochschule Biberach, 3. Februar 2015, abgerufen am 1. Januar 2020.

| Personendaten    | Personendaten                                         |
| ---------------- | ----------------------------------------------------- |
| NAME             | Rubin, Helmut                                         |
| KURZBESCHREIBUNG | deutscher Ingenieur, österreichischer Hochschullehrer |
| GEBURTSDATUM     | 20. Dezember 1939                                     |
| GEBURTSORT       | Schwenningen                                          |